# فيل لان
فيل لان (بالإنجليزية: Phil Lane)‏ هو لاعب هوكي الجليد أمريكي، ولد في 29 مايو 1992 في روتشستر في الولايات المتحدة.

## وصلات خارجية
- فيل لين على موقع دوري الهوكي الوطني (الإنجليزية)
- فيل لين على موقع EliteProspects.com (الإنجليزية)
- فيل لين على موقع HockeyDB.com (الإنجليزية)